# Ясиньский, Станислав
Станислав Ясиньский, пол. Stanisław Jasiński, псевдонимы «Войтек» (Wojtek), «Стах» (Stach), «Сосна» (Sosna) (22 мая 1913 г., Чеславицы, Царство Польское — 15 января 1981 г., Варшава, Польша) — военнослужащий Войска Польского и Армии Крайовой, подполковник; узник концлагеря Освенцим, совершивший успешный побег.

## Биография
Выпускник артиллерийского кадетского училища в Торуни.
15 октября 1936 года Станиславу Ясиньскому было присвоено звание подпоручика.
С марта 1939 года служил в 8-й зенитно-артиллерийской эскадрилье в Торуни командиром взвода 4-й батареи.
После оккупации Польши вступил в ряды Движения сопротивления — Związek Walki Zbrojnej (с польского: «Союз вооружённой борьбы») .
В январе 1943 года по доносу был задержан и заключён в тюрьму в Павяке, а оттуда депортирован в концентрационный лагерь Освенцим.
29 апреля 1943-го прибыл в Освенцим, был зарегистрирован по поддельным документам, которые имел при себе при аресте, как Станислав Окшея (Stanisław Okrzeja).
20 июня 1944 года совершил побег из Освенцима.
Добрался до Варшавы, где примкнул к Армии Крайовой. Принимал участие в Варшавском восстании. После подавления восстания смог покинуть столицу, смешавшись с эвакуировавшимся гражданским населением.
С 1945 года служил в 1-й Варшавской пехотной дивизии имени Тадеуша Костюшко, а затем работал пресс-атташе министра национальной обороны и заместителем главного редактора газеты «Польский солдат».
В 1952 году Ясиньский был арестован в ходе репрессий в отношении бывших военнослужащих Армии Крайовой.
В 1956 году был реабилитирован, но состояние здоровья помешало его дальнейшей службе в армии. Он получил пенсию по инвалидности и одновременно устроился на работу в Дом Войска Польского.
Станислав Ясиньский умер в Варшаве в 1981 году. Похоронен на Военном кладбище Повонзки в Варшаве (секция A23-12-14).

## Награды
- Серебряный крест Ордена Virtuti militari